# 20 złotych 1978 Pierwszy Polak w kosmosie
20 złotych 1978 Pierwszy Polak w kosmosie – okolicznościowa moneta dwudziestozłotowa, wprowadzona do obiegu 12 października 1978 r. zarządzeniem z 29 września 1978 r. (M.P. z 1978 r. nr 32, poz. 121), wycofana z dniem denominacji z 1 stycznia 1995 r., rozporządzeniem prezesa Narodowego Banku Polskiego z dnia 18 listopada 1994 r. (M.P. z 1994 r. nr 61, poz. 541).
Moneta upamiętniała lot w kosmos pierwszego Polaka, Mirosława Hermaszewskiego.

## Awers
W na tej stronie monety umieszczono godło – orła bez korony, pod łapą znak mennicy w Warszawie, poniżej duże cyfry 20, pod nimi napis „ZŁOTYCH”, dookoła napis „POLSKA RZECZPOSPOLITA LUDOWA 1978”.

## Rewers
Na tej stronie monety znajduje się głowa kosmonauty w kombinezonie, dookoła napis „PIERWSZY POLAK W KOSMOSIE INTERKOSMOS – 78”.

## Nakład
Monetę bito w Mennicy Państwowej, w miedzioniklu, na krążku o średnicy 29 mm, masie 10,15 grama, z rantem ząbkowanym, w nakładzie 2 008 900 sztuk, według projektów:
- Józefa Markiewicza-Nieszcza (awers) oraz
- Ewy Olszewskiej-Borys (rewers).

## Opis
Moneta jest jedną z siedmiu dwudziestozłotówek okolicznościowych bitych w latach 1974–1980.
Jej średnica, masa, materiał oraz wzór rantu są identyczne z jakimi bito dwudziestozłotówki powszechnego obiegu z lat 1973–1983.
W latach siedemdziesiątych XX wieku monetę można było czasami spotkać w obrocie pieniężnym.
W pierwszej połowie XXI w. moneta nazywana jest czasami przez kolekcjonerów „20 złotych Hermaszewski”.

## Powiązane monety
W serii monet próbnych kolekcjonerskich, dla uczczenia tego samego wydarzenia. została wybita stuzłotówka w srebrze, w nakładzie 3100 sztuk, z odmiennym wzorem rewersu.

## Wersje próbne
Istnieje wersja tej monety należąca do serii próbnej w niklu z wypukłym napisem „PRÓBA”, wybita w nakładzie 500 sztuk oraz wersja próbna technologiczna, z wypukłym napisem „PRÓBA”, w miedzioniklu, w nakładzie 100 sztuk.